# Cauliflower Alley Club
Der Cauliflower Alley Club (CAC) ist eine seit 1965 existierende Non-Profit-Organisation, die in Form einer Fraternität organisiert ist. Mitglieder sind sowohl ehemalige als auch aktive Wrestler und Boxer in Nordamerika.

## Geschichte
Der Cauliflower Ally Club wurde 1965 von Mike Mazurki und Art Abram gegründet. Der Name beruht auf den Blumenkohlohren, die ein Erkennungszeichen von Ringern sind. Ein Blumenkohlohr findet sich auch im Vereinslogo. Um Mitglied zu werden, muss ein Einmal-Betrag gezahlt werden.
Sie richtet sich vor allem Wrestler, Boxer und Schauspieler. Von der Gründung bis 1991 wuchs die Gruppe auf um die 1300 Mitglieder an. Einmal im Jahr wird ein Reunion-Dinner abgehalten. Das erste fand im Baron's Castle Buffet Restaurant in Los Angeles, Kalifornien statt. Weitere Dinner wurden im Roosevelt Hotel, der Old Spaghetti Factory in der The Riviera und auf der Queen Mary abgehalten. Beim Dinner wird eine prestigeträchtige Preisverleihung abgehalten, die Persönlichkeiten des Wrestlings auszeichnet. Das Bankett wird von etwa 300 aktiven Mitgliedern jährlich besucht. Der Club organisiert auch weitere Events, wie Bowling- und Cribbage-Turniere und Weiterbildungsveranstaltungen. Daneben gibt es einen Newsletter mit dem Titel The Cauliflower Alley Club, Ring of Friendship.
Der Club versteht sich als Bruderschaft, nimmt jedoch auch Frauen auf. Während des jährlichen Dinners werden Spendengelder gesammelt, die bedürftigen Menschen im Wrestlingbusiness zugutekommen. Bedingung ist, dass die Person über fünf Jahre im Wrestling engagiert sein muss.
World Wrestling Entertainment unterstützt als größte Wrestling-Organisation die Tätigkeiten des Clubs.
2020 musste das jährliche Dinner auf Grund der COVID-19-Pandemie in den Vereinigten Staaten auf 2021 verschoben werden.

## Übersicht über die Preisverleihungen

### 2020
- Lou Thesz Award: Rob Van Dam[5]
- Lucha Libre Award: Rey Mysterio[6]
- Posthumous Award: Jim Londos[6]
- James C. Melby Historian: Greg Oliver[6]
- Iron Mike Mazurki Award: Alundra Blayze[6]
- Rising Star Award: Brian Pillman Jr, Maddison Miles[6]
- Charlie Smith Referee Award: Art Williams[6]
- Men's Award: Ricky Santana[6]
- Tag Team Award: The Road Warriors (Hawk und Animal) with Paul Ellering[6]
- Women’s Award: Jazz[6]

### 2019
- Charlie Smith Referee’s Award: Scrappy McGowan[7]
- Iron Mike Mazurki Award: Mark Henry[7]
- James C. Melby Historian Award:Mike Rodgers[7]
- Lou Thesz Award: Dory Funk Jr.[7]
- Posthumous Award: Larry Matysik[7]
- Tag Team Award: Haku & The Barbarian[7]
- Men's Wrestling Award: „Dr. D“ David Shultz[7]

### 2018
- Iron Mike Mazurki Award: Baron von Raschke[8]
- Men's Wrestling Award: Alexis Smirnoff, Greg Valentine[9] und Tony Storm[10]
- Women’s Wrestling Award: Santana Garrett[11] und Princess Victoria[12]
- Tag Team Award: Harlem Heat (Booker T und Stevie Ray)[13]
- James Melby Historian Award: Don Luce[14]
- Charlie Smith Referee's Award: Mickie Henson[15]
- Lou Thesz/Art Abrams Lifetime Achievement Award: Shawn Michaels[16]
- Rising Star Award: Kevin Kross[17]
- Lucha Libre Wrestling Award: Blue Demon Jr.[18]
- Posthumous Award:Roy McClarty[19]

### 2017
- Iron Mike Mazurki Award: Tully Blanchard[20]
- Men's Wrestling Award: Kahagas[20]
- Men's Wrestling Award: Cuban Assassin[20]
- Women’s Wrestling Award: Gorgeous Ladies of Wrestling[20]
- James Melby Historian Award: Dave Meltzer[20]
- Charlie Smith Referee's Award: Bobby Simmons[20]
- Lou Thesz/Art Abrams Lifetime Achievement Award: Kevin Von Erich[20]

### 2016
- Iron Mike Mazurki Award: Trish Stratus[21]
- Lou Thesz/Art Abrams Lifetime Achievement Award: Arn Anderson[21]
- Men's Wrestling Award: Paul Orndorff[21]
- Men's Wrestling Award: Ken Patera[21]
- Tag Team Award: High Flyers (Greg Gagne und Jim Brunzell)[21]
- REEL Award: Pepper Martin[21]
- Announcer's Award: Lance Russell[21]
- Charlie Smith Referee's Award: James Beard[21]
- Jason SAnderson Humanitarian Award: Sue Aitchison[21]

### 2015
- Iron Mike Mazurki Award: Larry „The Axe“ Hennig[22]
- Lou Thesz Lifetime Achievement Award: Jerry Brisco[22]
- Men's Wrestling Award: Diamond Dallas Page, Christopher Daniels, Sinn Bodhi, The Almighty Sheik, Len Denton[22]
- Jason SAnderson Humanitarian Award: Diamond Dallas Page[22]
- Tag Team Award: Demolition (Bill Eadie und Barry Darsow)[22]
- Women’s Wrestling Award: Beth Phoenix, Gail Kim, Lisa Marie Varon, Malia Hosaka
- Future Legend Award: Wes Brisco[22]
- Family Wrestling Award: The Romero Family (Ricky und seine Söhne Jay, Chris, Mark und Ricky Jr.)[22]
- Manager's Award: Jimmy Hart[22]
- Posthumous Award: Bruiser Brody[22]
- REEL Award: Terry Funk[22]
- James C. Melby Historian Award: Dennis Brent[22]

### 2014
- Iron Mike Mazurki Award: Terry Taylor[23]
- Lou Thesz Lifetime Achievement Award: Michael P.S. Hayes[23]
- Husband und Wife Award: Beau James und Misty James[19]
- Trainers Award (1st ever): Ron Hutchison[19]
- Men's Wrestling Award: Dan „Short Sleeve“ Sampson, Adam Pearce[23]
- Men's Wrestling (Retired) Award: Buddha Khan, John Cozman[23]
- Women’s Wrestling Award: Melissa Anderson[23]
- Women’s Wrestling (Retired) Award: Debbie Pelletier[23]
- Future Legend Award: Santana Garrett[24]
- Jason Sanderson Humanitarian Award: Sean Dunster[19]
- Red Bastien Friendship Award: John Arthur Lowe[19]
- Golden Ear Award: Jesse Hernundez[19]

### 2013
- Iron Mike Mazurki Award: „Russian Bear“ Ivan Koloff[25]
- Lou Thesz Lifetime Achievement Award: Bill Moody[25]
- James C. Melby Historian Award:  George Schire[19]
- Men's Wrestling award: Jake Roberts, Matt Riviera, Adam Copelund (konnte 2011 nicht teilnehmen)[25]
- Women’s Wrestling Award: Molly Holly, Sundy Partlow[26]
- Future Legend Award: Bobby Sharp[19]
- Jason SAnderson Humanitarian Award: Ken Jugan[19]
- Golden Ear Award: David Cantu[19]

### 2012
- Iron Mike Mazurki Award: „Stone Cold“ Steve Austin[27]
- Art Abrams Lifetime Achievement Award: Wendi Richter[27]
- Lou Thesz Award: Ricky Steamboat[27]
- Men's Wrestling Award: Michelle Starr, Mike Webster, Bill DeMott[27]
- Women’s Wrestling Award: Judy Martin, „Ivory“ Lisa Moretti[28]
- Future Legend Award: Kyle Matthews[27]
- Jason SAnderson Humanitarian Award: Al Burke[27]
- Red Bastien Friendship Award: Brian Westcott[19]
- REEL Award: Dan Haggerty Grizzly Adams[19]
- Special Presentations: Announcers Award Bill Kersten[19]

### 2011
- Iron Mike Mazurki Award: Sgt. Slaughter[29]
- Art Abrams Lifetime Achievement Award: Mick Foley[29]
- Lou Thesz Award: Rick Martel[29]
- James C. Melby Historian Award: Tom Burke[29]
- Men's Wrestling (Active) Award: The Honky Tonk Man[29]
- Men's Wrestling (Retired) Award: Dan Kroffat, Alex Knight[29]
- Women’s Wrestling (Active) Award: Awesome Kong[29]
- Women’s Wrestling (Retired) Award: Darling Dagmar, Rockin' Robin[29]
- Future Legend Award: Kyle Sebastian[19]
- Red Bastien Friendship Award: Darla Taylor Staggs[19]
- Posthumous Award: Michel Martel[29]
- Manager's Award: Bruno Lauer[29]
- International Award: Pat Barrett[29]
- Family Award: Tommy, Doug und Eddie Gilbert[29]

### 2010
- Iron Mike Mazurki Award: Ted DiBiase[30]
- Art Abrams Lifetime Achievement Award: Jim Ross[30]
- Lou Thesz Award: Dan Severn[30]
- James C. Melby Historian Award: Vance Nevada[19]
- Men's Wrestling Award: Dean Higuchi, Rip Hawk, Roger Kirby[30]
- Women’s Wrestling Award: Joyce Grable[30]
- Future Legend Award: Oliver John[30]
- Jason SAnderson Humanitarian Award: Yvonne Melcher[19]
- Red Bastien Friendship Award: Vince Fahey[19]
- Posthumous Award: Lee Fields, George „Scrap Iron“ Gadaski[30]
- Golden Ear Award: Tom undrew[19]
- REEL Award: Magic Schwarz[19]
- International Award: Pat Barrett[19]

### 2009
- Iron Mike Mazurki Award: Nick Bockwinkel[31]
- Art Abrams Lifetime Achievement Award: Reggie Parks
- Lou Thesz Award: Bob Roop[31]
- James C. Melby Historian Award: Stephen Yohe[31]
- Men's Wrestling Award: The Cormier Family,[19] Art Crews,[31] Akio Sato[31] und Bill Sky[19]
- Women’s Wrestling Award: Princess Jasmine, Luna Vachon[31]
- Future Legend Award: Trevor Murdoch[31]
- REEL Award: Scott Schwartz[19]
- Red Bastien Friendship Award: Shuhei Aoki[19]
- Posthumous Award: George Gordienko, Eddie Sullivan[31]

### 2008
- Iron Mike Mazurki Award: Bret Hart[32]
- Art Abrams Lifetime Achievement Award: Pat Patterson[32]
- Lou Thesz Award: Steve Williams[32]
- James C. Melby Historian Award: Scott Teal[32]
- Men's Wrestling Award: Haruka Eigen,[32] Ronnie Garvin,[32] The Wrestling Guerreros[19] und Paul „Butcher“ Vachon[32]
- Women’s Wrestling Award: Betty Niccoli[32]
- Future Legend Award: Ricky Lundell[32]
- Red Bastien Friendship Award: Joyce Paustian[19]
- Posthumous Award: Orville Brown[32]

### 2007
- Iron Mike Mazurki Award: Don Leo Jonathan[33]
- Art Abrams Lifetime Achievement Award: Bob Geigel[33]
- Lou Thesz Award: Danny Hodge[33]
- Future Legend Award: Takeshi Morishima[19]
- Posthumous Award: Yukon Eric, Betty Joe Hawkins[33]
- REEL Award: Rock Riddle[19]
- Scholarship Award: Frankie Buenafuente[19]
- Außerdem: James J. Dillon, Tito Carreon, Duke Myers, Bob Leonard, Cowboy Bob Kelly und Laura Martinez.[19]

### 2006
- Iron Mike Mazurki Award: Harley Race[34]
- Art Abrams Lifetime Achievement Award: Eddie Sharkey[34]
- Lou Thesz Award: Verne Gagne[21]
- Future Legend Award: Mariko Yoshida[21]
- Posthumous Award: Bobby Shane, Vivian Vachon[21]
- Gulf Coast/CAC Honorees: Karl Roach, Skundar Akbar[19]
- Martial Arts Honorees: Mike Martelle[21]
- Weitere Ehrungen erhielten Killer Tim Brooks, Scott Casey, Mil Máscaras, Pepper Martin und Bill White.[21]

### 2005
- Iron Mike Mazurki Award: Terry Funk[35]
- Lou Thesz Award: Jack Brisco[35]
- Art Abrams Lifetime Achievement Award: Les Thatcher[35]
- Future Legend Award: Frankie Kazarian[35]
- Gulf Coast/CAC Honorees: „Exotic“ Adrian Street[19]
- Family Award:The Ortons (Barry Orton, Bob Orton und Bob Orton Jr.)[19]

Weitere Ehrungen erhielten Ernie Ladd, Kenny Jay, Danielle Colley, Paul Christy, Miss Bunny Love und Sir Oliver Humperdink.

### 2004
- Iron Mike Mazurki Award: Bobby „The Brain“ Heenan[36]
- Lou Thesz Award: Antonio Inoki[36]
- Art Abrams Lifetime Achievement Award: Danny Hodge[36]
- Posthumous Award: Wild Bull Curry[36]
- Future Legend Award: „Cheerleader“ Melissa Anderson[36]
- Gulf Coast/CAC Honorees: Don Fargo[19]

Weitere Ehrungen erhielten Bill Melby, Billy Darnell, Sundy Parker, „Playboy“ Buddy Rose, Ed Wiskoski, Margaret Garcia, George Steele, Baron von Raschke, Ann Casey, Percival Friend, Moondog Ed Moretti, Paul Jones, Lester Welch, Charlie Smith und Omar Atlas.

### 2003
- Iron Mike Mazurki Award: Maurice „Mad Dog“ Vachon[37]
- Art Abrams Lifetime Achievement Award: Angelo Savoldi[37]
- Posthumous Award: Rhonda Singh[37]
- Future Legend Award: Steve Fender[37]
- Gulf Coast/CAC Honorees: Bob Roop[19]

Weitere Ehrungen erhielten Verne Bottoms, Bill Moody (as Percival Pringle III), Tom Andrews, Buddy Colt, Buddy Roberts, Tito Montez, Bruce Swayze, Moose Morowski und Don Leo Jonathan.

### 2002
- Iron Mike Mazurki Award: Walter „Killer“ Kowalski[38]
- Art Abrams Lifetime Achievement Award: Mike Chapman[38]
- Posthumous Award: Nell Stewart und Hercules Cortez[38]
- Future Legend Award: Chris Benoit[19]
- Scholarship Award Winners: Nick Ackerman[19]
- Gulf Coast/CAC Honorees: The Fields Brothers[19]
- Reel Member Inductees: Alan Koss[19]
- Martial Arts Honorees: Juan Hernundez[19]

Weitere Ehrungen erhielten Ox Baker, B. Brian Blair, Judy Grable, Maria DeLeon, Mr. Wrestling, Jimmy Valiant und Fray Tormenta.

### 2001
- Iron Mike Mazurki Award: Stu Hart[39]
- Art Abrams Lifetime Achievement Award: Ted Lewin[19]
- Future Legend Award: Donovan Morgan[39]
- Gulf Coast/CAC Honorees: Corsica Joe und Sarah Lee[19]
- Reel Member Inductees: Roddy Piper, Mimi Lesseos und Don Stroud[19]
- Martial Arts Honorees: Gokor Chivichyan[19]
- Boxing Honorees: Richard Sundoval, Cornelius Boza-Edwards, Jose Flores und Paul Banke[19]

Weitere Ehrungen erhielten Rita Cortez, George Scott, Reggie Parks, Norman Frederick Charles III, Kay Noble, Marie LaVerne, Ann LaVerne, Pampero Firpo, Bill Watts und Jack Laskin.

### 2000
- Iron Mike Mazurki Award: Ray „Thunder“ Stern[19]
- Art Abrams Lifetime Achievement Award: Fr. Bill Olivas[19]
- Future Legend Award: Kurt Angle[19]
- Gulf Coast/CAC Honorees: Sputnik Monroe[19]
- Reel Member Inductees: Stan Shaw, Tommy „Butch“ Bond, Joe Don Baker, Joe Roselius, Marion Ross und Robert Forster[19]
- Boxing Honorees: Gene Fullmer, Eddie Futch, Willie Bean, Maurice „Dub“ Harris, Andy Price und Russell G. Rodriguez[19]
- Family Award:The Dusek Brothers Riot Squad (Emil Dusek, Ernie Dusek, Joe Dusek und Rudy Dusek)[19]

Weitere Ehrungen erhielten Gene Stanlee, The Crusher, Titi Paris, Ethel Brown, Billy Anderson, Natasha the Hatchet Lady, Beverly Shade, Stan Kowalski, Stan Pulaski und Fritz Von Goering.

### 1999
- Iron Mike Mazurki Award: Jesse „The Body“ Ventura[19]
- Art Abrams Lifetime Achievement Award: Dan Gable[19]

Weitere Ehrungen erhielten Ken Patera, Jack Donovan und Bob Geigel.

### 1998
- Iron Mike Mazurki Award: Lou Thesz[19]
- Art Abrams Lifetime Achievement Award: William Papas[19]
- Scholarship Award Winners: Billy Pappas[19]

Weitere Ehrungen erhielten Danny Hodge, Fred Blassie, Dory Funk, Jr. und Dan Severn.

### 1997
- Iron Mike Mazurki Award: Tom Drake[19]
- Art Abrams Lifetime Achievement Award: Penny Banner[19]
- Reel Member Inductees: Elliott Gould, Tommy Sunds und Terry Moore[19]
- Boxing Honorees: Don Fraser, Lou Filippo und Robert Salazar[19]

Weitere Ehrungen erhielten:
- Elizabeth, New Jersey (11. Oktober): Sika Anoa'i, Ted Lewin, Donn Lewin, The Fabulous Moolah, Jimmy Valiant, Jim Cornette, Diamond Lil, The Destroyer, The Dudley Boyz, Devon Storm und Georgian Makropoulos.
- Studio City, Kalifornien (15. März): Tony Borne, Don Curtis, Tom Drake, Don Manoukian, Steve Rickard und Jim White.[19]

### 1996
- Iron Mike Mazurki Award: Dick Beyer[19]
- Scholarship Award Winners: Gordy Morgan und Marty Morgan[19]
- Reel Member Inductees: Lawrence Tierney, Fred Williamson, Denver Pyle, Beverly Garlund, Norm Crosby und John T. Smith[19]
- Boxing Honorees: Chuck Wepner[19]

Weitere Ehrungen erhielten:
- Tampa, Florida (26. Oktober): Angelo Poffo, Bonnie Watson, Judy Glover, Jack & Jerry Brisco, Carl Engstrom, Wahoo McDaniel, Gordon Solie und Molly McShane.
- Elizabeth, New Jersey (5. Oktober): Vince McMahon, Vince McMahon, Sr., Jimmy Snuka und Tammy Lynn Sytch.[19]
- Studio City, Kalifornien (16. März): Stan Hansen, Nelson Royal, Art Michalik, Stan Stasiak, Larry Zbyszko, Angelo Mosca, Seiji Sakaguchi, Masami Yoshida, Chigusa Nagayo, Bobby Heenan, Baron von Raschke und Antonio Inoki.[19]

### 1995
- Iron Mike Mazurki Award: Gene LeBell[19]
- Reel Member Inductees: Binnie Barnes, Marie Windsor, Jan Merlin und John Saxton[19]
- Martial Arts Honorees: Benny Urquidez und Mimi Lessos[19]
- Boxing Honorees: Gabriel Ruelas und Rafael Ruelas[19]

Weitere Ehrungen erhielten:
- Elizabeth, New Jersey  (30. September): Angelo Savoldi, Capt. Lou Albano, Abe Coleman, Gloria Barratini, Millie Stafford, Pat Patterson, Johnny Rodz und The Public Enemy.[19]
- Studio City, Kalifornien (8. März): Tiger Conway, Sr., Leo Garibaldi, Susan Sexton, Dave Levin, Ray Stevens, The Sheik und Buddy Lee.[19]

### 1994
- Iron Mike Mazurki Award: Vic Christy[19]
- Reel Member Inductees: Harry Carey, Jr.[19]
- Boxing Honorees: Lou Bogash, Joe Graziano, Lou Couture, Jocko V. Ananian, Micky Finn, Tom McNeely, Harol Gomes, Willie Pep, Carmen Basilio und Vincent Pazienza[19]

Weitere Ehrungen erhielten:
- Springfield, Massachusetts (1. Oktober): Gorilla Monsoon, Pedro Morales, Brittany Brown, Cundi Devine, Arnold Skaalund, Jackie Nichols, Karl Von Hess, Ilio DiPaolo und Kitty Adams.[19]
- Studio City, Kalifornien (19. März): Dick Hutton, Billy Robinson, Stuart McCullum, Al Costello, Peggy Allen, Sherri Martel, Ed Francis und Sue Green.[19]

### 1993
- Iron Mike Mazurki Award: Hard Boiled Haggerty[19]
- Scholarship Award Winners: Nick Cline und Mike Bresnan[19]
- Reel Member Inductees: John Agar, Guy Madison, John Phillip Law und Will Hutchins.
- Boxing Honorees: Genaro (Chicanito) Hernundez, Zacky Padilla, Oscar De La Hoya, Mike Witowich, Chuck Bodak, Jerry Moore, Petey Servin und Jerry Quarry[19]

Weitere Ehrungen erhielten Verne Gagne, “Cowboy” Bob Ellis, Kinji Shibuya, Wendi Richter, Barbi Dahl und Peggy Patterson.

### 1992
- Iron Mike Mazurki Award: Woody Strode[19]
- Reel Member Inductees: Woody Strode[19]
- Boxing Honorees: Clarence Henry, Fabela Chavez, Jimmy Roybal, Jimmy Casino und Dave Maier[19]

Weitere Ehrungen erhielten Maurice Vachon, Hard Boiled Haggerty, Rey Urbano, Johnny James, Gene Kiniski, Pepper Gomez, Penny Banner, Debbie Combs, Belle Starr, Donna Christantello und Diamond Lil.